# Великий Ґлембочек
Великий Ґлембочек (пол. Wielki Głęboczek, нім. Niederworben) — село в Польщі, у гміні Бжозе Бродницького повіту Куявсько-Поморського воєводства.
Населення — 509 осіб (2011).
У 1975-1998 роках село належало до Торунського воєводства.

## Демографія
Демографічна структура станом на 31 березня 2011 року:
|          | Загалом | Допрацездатний вік | Працездатний вік | Постпрацездатний вік |
| -------- | ------- | ------------------ | ---------------- | -------------------- |
| Чоловіки | 269     | 69                 | 176              | 24                   |
| Жінки    | 240     | 60                 | 136              | 44                   |
| Разом    | 509     | 129                | 312              | 68                   |